# Paul C. Koerman
Paulus Christophorus (Paul C.) Koerman (Amsterdam, 10 november 1851 – Alkmaar, 1 februari 1947) was een Nederlands dirigent en muziekpedagoog.
Hij was zoon van stafmuzikant/hovenier Gerardus Koerman en Maria Becker Bellinghoff. Hij was getrouwd met Johanna Geertruida Adriana Scheepens.
Hij ontving muziekonderwijs van Joas Arnoldus Sieverding en dirigent/componist/pedagoog Wilhelmus Smits (Smits gaf les aan de Toonkunstmuziekschool) en toonde talent; hij kon al op tienjarige leeftijd de derde mis van Joseph Haydn op orgel begeleiden. Hij studeerde verder aan het Conservatorium van Keulen (1870-1873) bij onder meer Ferdinand Hiller en Friedrich Gernsheim, die hij volgde naar Rotterdam. Bij terugkeer werd hij pianodocent aan het Conservatorium van Amsterdam, maar vervulde tevens zijn dienstplicht bij de schutterij. Hij werd in 1879 directeur van de Maatschappij tot Bevordering der Toonkunst in Alkmaar (voortzetting van de oude stadsmuziekschool) en richtte daar het plaatselijke toonkunstkoor op. In 1896 vertrok hij naar Leeuwarden om er dirigent te worden van zangvereniging Concordia, hij volgde Johannes Henderikus Bekker op. Hij dirigeerde er ook een mannenkoor en kerkkoor (Eer aan God). Hij trad tevens in de voetsporen van Herman de Jong en Franciscus Nicolaus Stoets. Met genoemd koor en dat van Bekker uit Groningen voerde hij grote werken uit, maar koorleden hadden last van zijn strenge aanpak. Dat leidde eerst tot ruzie met de mecenas van het koor Ayzo Epeus van Boelens van Eysinga en later met koorleden; het koor ging langzaam ten onder; in 1913 waren er nog 23 leden over. In 1914, na diverse door Koerman gevraagde salarisverlagingen, hield hij de eer aan zichzelf en stapte op. Hij probeerde in die actieve jaren ook een symfonieorkest van de grond te krijgen, maar slaagde daar niet geheel in; het zou bestaan hebben tussen 1904 en 1907. Zijn loopbaan pruttelde sinds 1914 voort; de familie verloor veel kapitaal nadat aandelen en obligaties in het Russische spoorwegnet in een keer waardeloos werden (1917). Koerman vertrok in 1935 naar zijn zoon Gerard in Hoogkarspel en in 1940 was hij terug in Alkmaar. 
Zijn cantate De stroom opus 2 op tekst van Emmanuel Hiel kende eind 19e eeuw enige bekendheid. Hij schreef het werk voor solisten, mannenkoor en orkest. Hij droeg het werk op aan het Amstels-Mannenkoor in Amsterdam. Het werd uitgegeven door Albert Roothaan en later door Alsbach & Zn.